# 徳島県立板野高等学校
徳島県立板野高等学校（とくしまけんりつ いたのこうとうがっこう）は、徳島県板野郡板野町川端字関ノ本に所在する公立の高等学校。

## 設置学科
- 普通科

### 学区
- 第二学区
- 第二学区総定員の2％以内で、第一、第三学区および香川県（自宅通学に限る）からの入学を認めている

## 沿革
- 1906年 - 板野郡立蚕業学校設立。
- 同年10月18日 - 第1回入学式開催[1]。
- 1913年 - 板野郡立農蚕学校と改称。実科女学校を付設。
- 1923年 - 県立に移管し、徳島県立板西農蚕学校、同校敷設実業女学校と改称。
- 1925年 - 実業女学校が独立し、徳島県立板西高等実業女学校となる。
- 1947年 - 女学校を徳島県立板西高等女学校と改称。
- 1948年 - 女学校を徳島県立板西高等学校、農蚕学校を徳島県立板西農業高等学校と改称。農業高校に定時制中心校（農業科、家庭科）、松島分校（農業科、家庭科、別科）発足。
- 1949年 - 両校を統合し、徳島県立板野高等学校（普通科、農業科、農村家庭科）となる。定時制北灘分校（家庭科）発足。
- 1956年 - 定時制北灘分校廃校。定時制中心校、松島分校募集停止。松島分校を上板教室と改称。
- 1960年 - 上板教室を上板分校と改称。
- 1970年 - 上板分校廃校。畜産科設置。
- 1982年 - 農業科、家政科、畜産科の募集停止。
- 2004年 - 単位制導入。
- 2006年 - 10月18日、創立100周年記念式典が挙行される。

## 上板分校
1948年（昭和23年）、松島町、一条町、御所村、高志村、大山村の5町村による学校組合会の組合立として、「徳島県立板西農業高等学校・松島分校」が設立された。定時制過程のみであり、農業科、家庭科、別科が置かれた。当初は松島町の松島小学校校舎の一部と近所の農家を借りて授業を行なっていたが、1950年松島町の旧農林省高知種場松島分場跡の3000坪余りの土地に、分校の新校舎が建てられ移転した。
1956年5町村の組合は解散し、県の管理下に置かれた。定時制課程の松島分校は募集停止となり、板野高校の「上板教室」と改称され、全日制課程の畜産科と家庭科が置かれた。1960年「上板分校」と改称、1970年3月31日上板分校は廃止され、本校に吸収統合された。

## 校是
耕不尽（耕せども尽きず）

## 部活動
文化部
- 書道
- 美術
- 科学
- 写真
- 放送
- 音楽

など
体育部
- 硬式野球
- 陸上競技
- バレーボール
- バスケットボール
- サッカー
- 相撲

など
同好会
- イラスト
- 茶道
- 将棋

など

## 著名な関係者（中退した者も含む）

### 卒業生
- 玉井孝治 - 政治家

### 教職員
- 村井貞固 - 元校長、植物学者

### スポーツ関連
- 秀湊忠司 - 大相撲力士（最高位・前頭17枚目）…中退、板西農蚕学校時代に在学